# Бухарестский мирный договор (1913)
Бухарестский мирный договор — договор, подписанный в 1913 году в Бухаресте представителями Сербии, Черногории, Румынии и Греции с одной стороны и Болгарии с другой стороны и завершивший Вторую Балканскую войну. Болгария, как проигравшая в войне сторона, вынуждена была уступить значительную часть захваченных в Первую Балканскую войну территорий победителям, а также Южную Добруджу Румынии, но сохранила выход к Эгейскому морю. Турция, также бывшая в числе победителей, не участвовала в подписании договора и впоследствии заключила с Болгарией отдельный Константинопольский договор. Все положения договора были обсуждены на заседаниях комитетов и затем утверждены общей ассамблеей делегатов.

## Условия договора
Условия договора:
1. С момента ратификации договора между бывшими противниками наступает перемирие
2. Устанавливается новая румыно-болгарская граница в Добрудже: она начинается на западе у Туртукая на Дунае, затем проходит прямой линией до Чёрного моря к югу от Кранево. Для формирования новой границы создавалась специальная комиссия, а все новые территориальные разногласия противоборствующие страны должны были решать в третейском суде. Также Болгария обязывалась в течение двух лет срыть все укрепления вблизи новой границы
3. Новая сербско-болгарская граница с севера пролегала по старой, ещё довоенной границе. Возле Македонии она проходила по бывшей болгарско-турецкой границе, точнее по водоразделу между Вардаром и Струмой. Верхняя часть Струмы при этом оставалась у Сербии. Далее на юге новая сербско-болгарская граница примыкала к новой греко-болгарской. В случае территориальных споров, как и в прошлом случае, стороны должны были обратиться в третейский суд. Для проведения новой границы также созывалась специальная комиссия
4. Между Сербией и Болгарией должен быть заключён дополнительный договор касательно границ в Македонии
5. Новая греко-болгарская граница должна начинаться у новой сербско-болгарской, а заканчиваться у устья реки Месты на берегу Эгейского моря. Для формирования новой границы созывалась специальная комиссия, как и в двух предыдущих статьях договора стороны при территориальном споре должны обращаться в третейский суд
6. Квартиры командования сторон должны быть немедленно уведомлены о подписании мира, а в Болгарии на следующий же день — 11 августа — должна начаться демобилизация
7. Эвакуация болгарских сил и предприятий с территорий, переданных её противникам, должна начаться в день подписания договора и должна завершиться не позже 26 августа
8. Во время аннексии потерянных Болгарией территорий Сербия, Греция и Румыния имеют полное право пользоваться железнодорожным транспортом Болгарии без оплаты расходов и проводить реквизицию при условии немедленного возмещения убытков. Все больные и раненые, которые являются подданными болгарского царя и находятся на оккупированных союзниками территориях, должны находиться под присмотром и обеспечиваться армиями стран-оккупантов
9. Должен произойти обмен пленными. После обмена правительства бывших стран-соперниц должны предоставить друг другу сведения о расходах на содержание пленных
10. Договор должен быть ратифицирован на протяжении 15 дней в Бухаресте